# ورزشگاه میلنیوم
ورزشگاه پرینسپلیتی (به انگلیسی: Principality Stadium) (به ولزی: Stadiwm y Principality ) ورزشگاهی در شهر کاردیف ولز است.
این ورزشگاه در سال ۱۹۹۹ میلادی تأسیس شده و ظرفیت آن ۷۴٬۵۰۰ نفر است. بازی‌های تیم ملی فوتبال ولز در این ورزشگاه برگزار می‌شود.
فینال ۶ دوره از مسابقات جام حذفی فوتبال انگلستان و فینال ۷ دوره از مسابقات جام اتحادیه فوتبال انگلستان و همچنین ۶ مسابقه جام خیریه انگلستان در این ورزشگاه برگزار شده‌است.
فینال لیگ قهرمانان اروپا فصل ۱۷–۲۰۱۶ در این ورزشگاه برگزار شد.

## نگارخانه

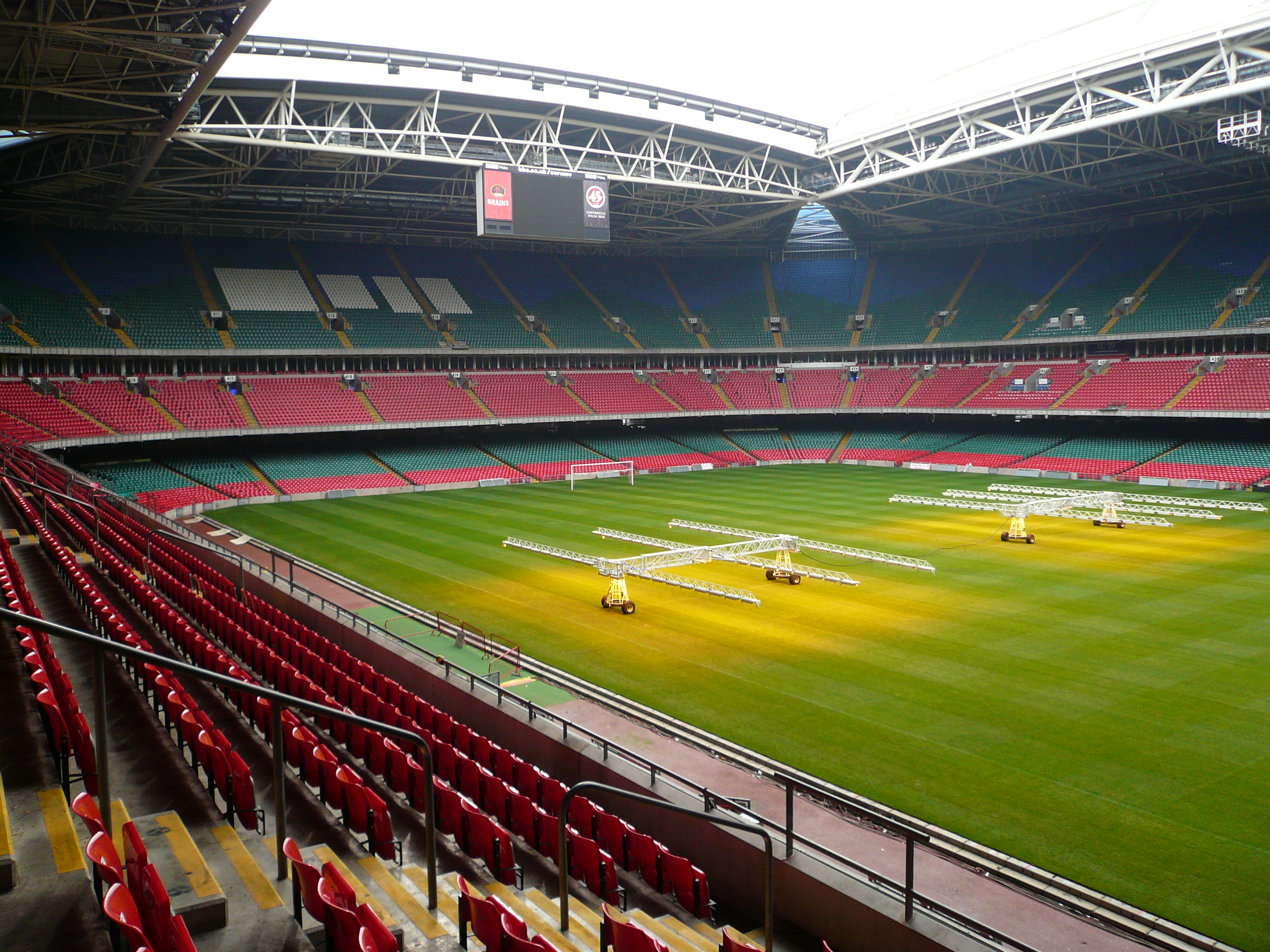
نمایی از ورزشگاه
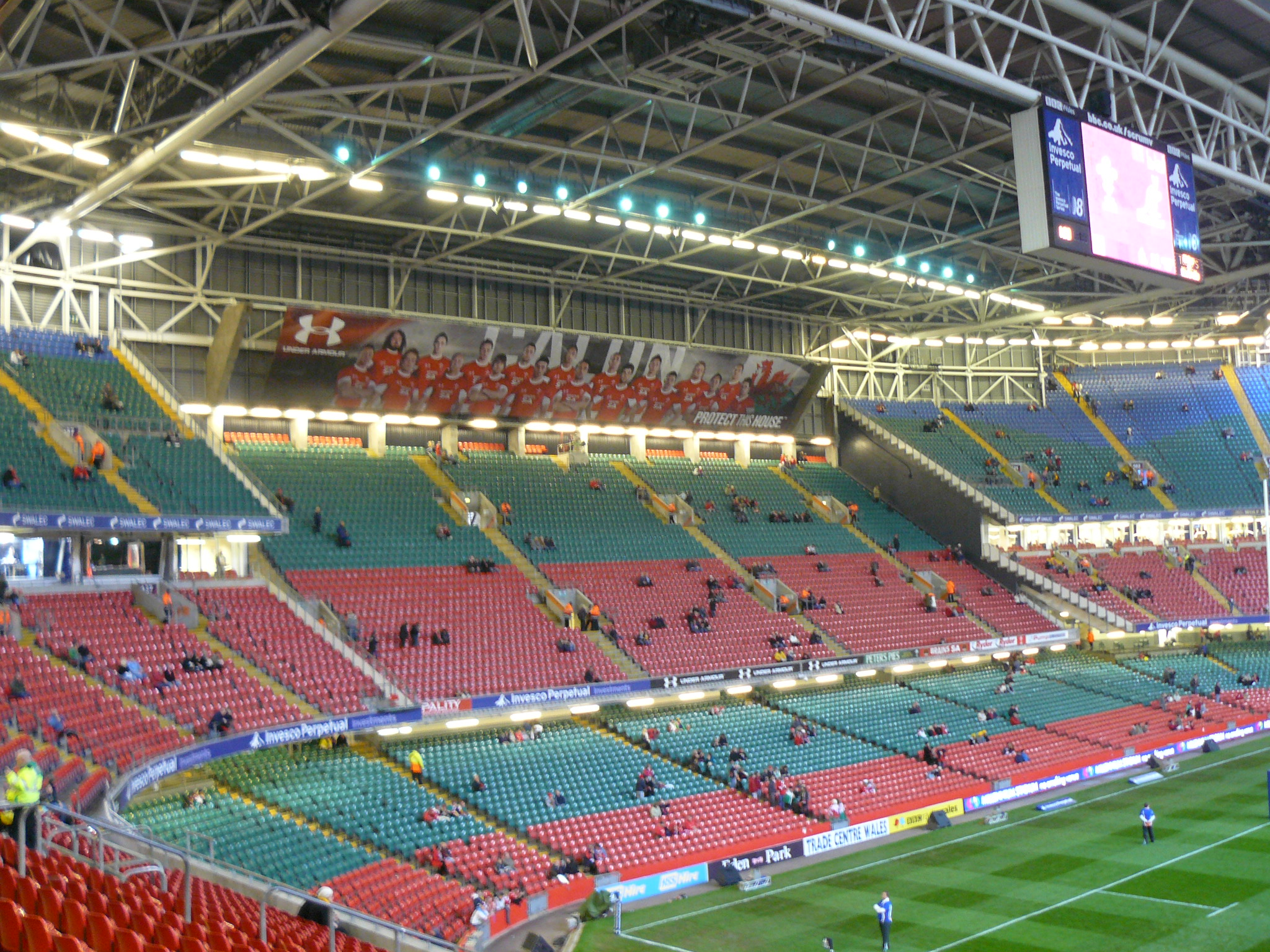
نمایی از ورزشگاه
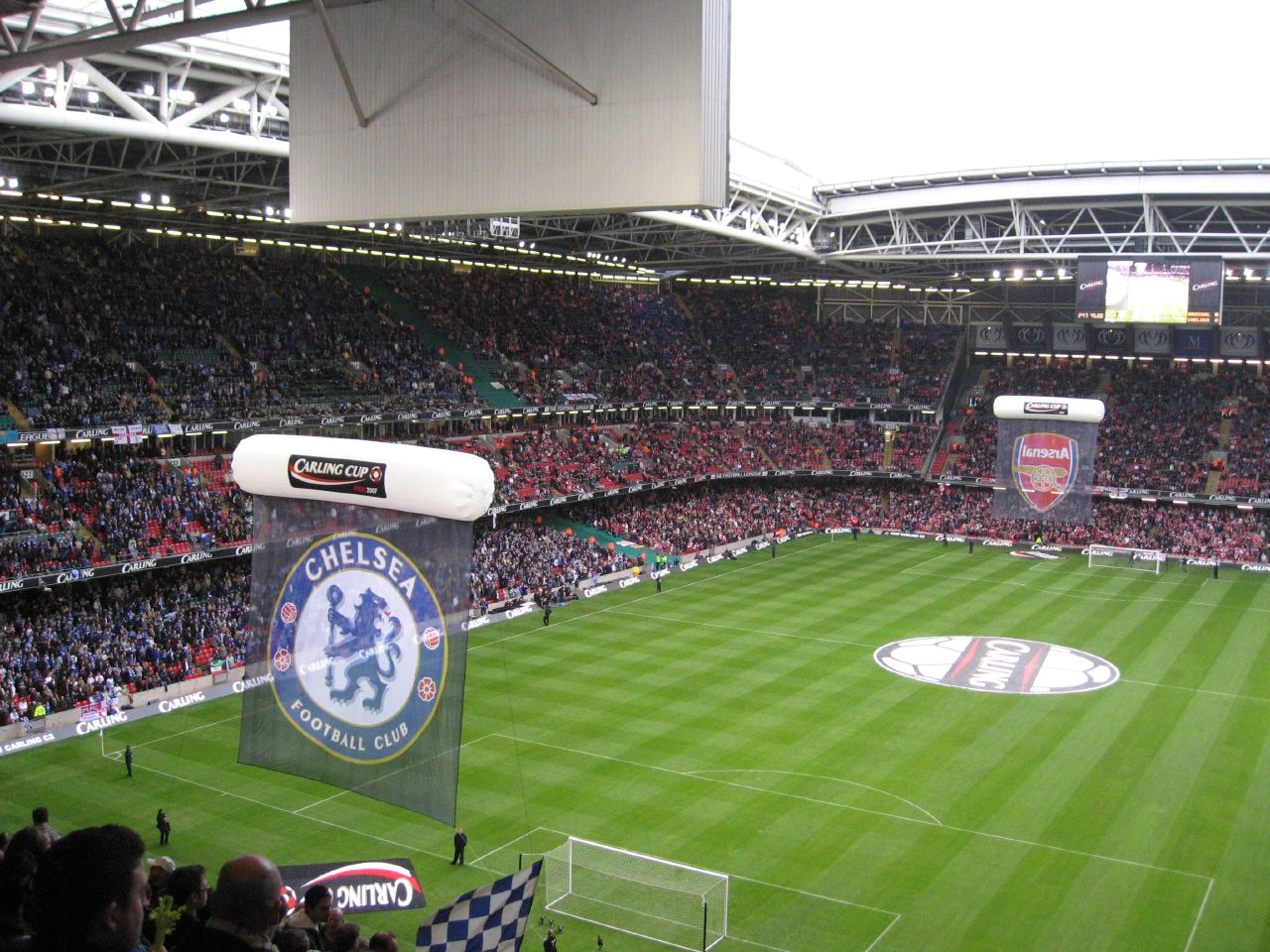
فینال جام اتحادیه فوتبال انگلستان ۲۰۰۷
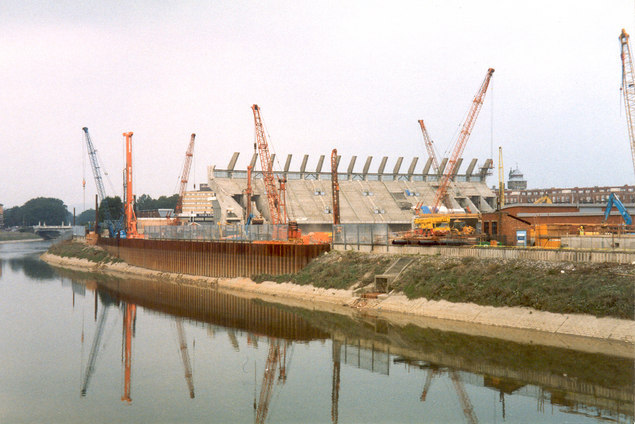
ورزشگاه در زمان ساخت
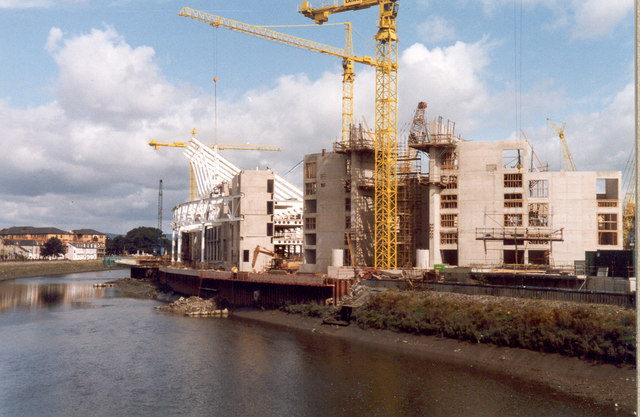
ورزشگاه در زمان ساخت
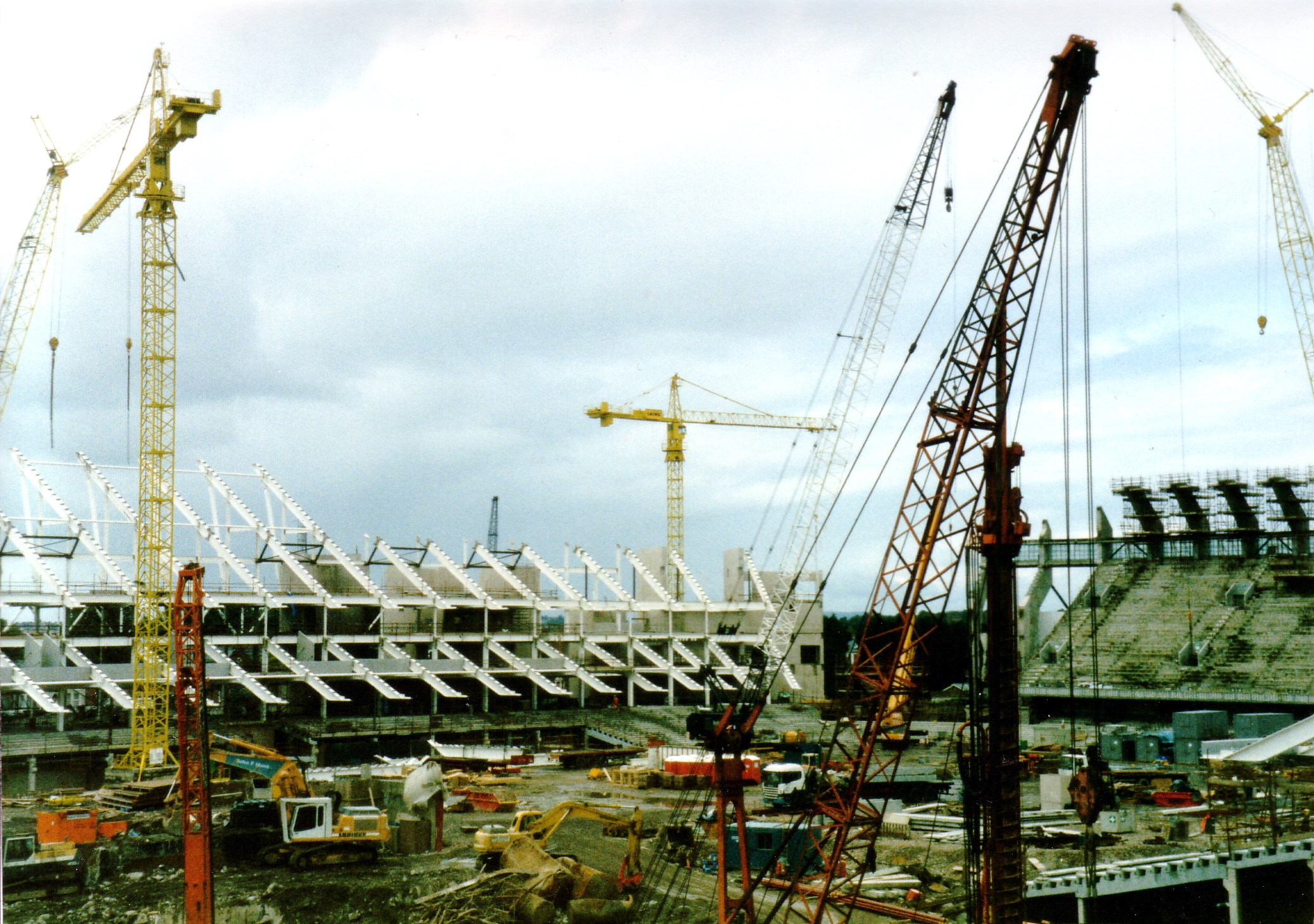
ورزشگاه در زمان ساخت